# Vranojelje
Vranojelje je naselje u Republici Hrvatskoj, u sastavu Općine Bednja, Varaždinska županija. 

Sadržaj
```
   1 Zemljopis
   2 Stanovništvo
       2.1 Nacionalni sastav, 2001.
   3 Uprava
   4 Povijest
   5 Gospodarstvo
   6 Poznate osobe
   7 Spomenici i znamenitosti
   8 Obrazovanje
   9 Kultura
   10 Sport
   11 Vanjske poveznice
```

Zemljopis:
Vranojelje je pitomo naselje u samome srcu Hrvatskoga zagorja.Nalazi se između gore Stog,sa sjeverne strane,s čijeg vrha seže pogled prema Maceljskom gorju,Ivanščici i Strahinščici,te u susjednu Sloveniju.

## Stanovništvo
Prema popisu stanovništva iz 2001. godine, naselje je imalo 156 stanovnika te 50 obiteljskih kućanstava.Naselje ima nekoliko zaseoka, a to su:Delimari,Galinci,Juriši,Kuzminski,Mohenski,Mohački,Suki,Zagurški.
| broj stanovnika | 244   | 267   | 310   | 331   | 376   | 411   | 492   | 403   | 411   | 392   | 320   | 288   | 225   | 177   | 156   | 131   | 114   |
|                 | 1857. | 1869. | 1880. | 1890. | 1900. | 1910. | 1921. | 1931. | 1948. | 1953. | 1961. | 1971. | 1981. | 1991. | 2001. | 2011. | 2021. |